# BX442
BX442 — спиральная галактика с тремя рукавами в созвездии Пегас. Её красное смещение, примерно равное 2, соответствует 10,7 млрд световых лет (3 млрд лет после Большого Взрыва), что делает её самой древней из известных спиральных галактик. Была обнаружена на снимках телескопа Хаббл; более тщательное изучение проводилось с помощью телескопа Кек II в обсерватории Кека. Предполагается, что форма связана с эффектами гравитационного взаимодействия с карликовой галактикой в её окрестностях.
|  | BX442 |